# Congiopodus spinifer
Congiopodus spinifer is een  straalvinnige vissensoort uit de familie van congiopoden (Congiopodidae). De wetenschappelijke naam van de soort is voor het eerst geldig gepubliceerd in 1839 door Smith.